# Émission de proton

Différents modes de désintégration radioactive : radioactivités α, β− et β+, capture électronique ε, émission de neutron n et émission de proton p (N : nombre de neutrons ; Z : nombre de protons).

L’émission de proton (appelée aussi radioactivité de proton) est un type de désintégration radioactive dans laquelle un proton est éjecté du noyau atomique. Cette expression regroupe deux phénomènes différents :
- l’éjection d’un proton du noyau depuis un état d’énergie très excité, qui peut se produire pour n’importe quel noyau ;
- un mode de décroissance radioactive, qui ne concerne que les nucléides très déficients en neutrons, autrement dit proches de la limite de stabilité proton.

En 2009, 47 nucléides émetteurs de proton étaient connus expérimentalement, répartis comme suit : 28 émetteurs depuis l’état fondamental et 19 depuis un état isomère. En 2008, le plus léger des noyaux émetteurs de proton depuis leur état fondamental est l’indium 109, tandis que le plus lourd est le thallium 177,.

## Description
L’émission de proton peut se produire dans deux principaux cas de figure. Soit elle a lieu à partir d’un état excité dont l’énergie est supérieure à l’énergie de séparation proton (énergie de liaison d’un proton), soit elle a lieu depuis un état excité avec une énergie inférieure à ce seuil ou depuis l’état fondamental. 
Dans le premier cas, il peut avoir lieu consécutivement à une désintégration β+ et peut se produire pour des noyaux exotiques déficients en neutrons ; ce processus est alors appelé émission de proton β-retardée. 
Dans le second cas, il s’agit d'un mode de désintégration radioactive qui se produit uniquement dans les noyaux proches de la limite de stabilité proton, très déficients en neutrons. Ce type de radioactivité se produit uniquement dans les noyaux avec un nombre impair de protons puisqu'un nombre pair de protons augmente l’énergie de liaison du noyau du fait de l’appariement nucléaire. Ce type de radioactivité peut être interprété de manière très similaire à une désintégration α, à la différence que la préformation de la particule α n’intervient pas.

### Émission retardée de proton

La désintégration d’un noyau A riche en protons peuple les niveaux d’énergie excités du noyau-fils B par émission β+ ou capture électronique. Les états excités qui se situent sous l’énergie de séparation de protons (Sp) décroissent par émission γ vers les niveaux fondamentaux de B. Pour les plus hauts niveaux excités, il existe un canal de décroissance compétitif par émission de proton vers le noyau-fils C, appelé émission de proton β-retardée.

Plus un noyau est déficient en neutrons, plus sa chaleur de réaction augmente ce qui autorise à peupler des niveaux excités du noyau fils. Par ailleurs, l’énergie de séparation proton diminue. Cela se traduit par l’émission d'un proton ou de plusieurs suivant la désintégration bêta d’un noyau père.
En 2008, 160 noyaux émetteurs β-p étaient connus, du bore 8 au mercure 163.
Les émissions de deux ou trois protons suivant une désintégration bêta ont également été observées. Ces émissions peuvent soit être séquentielles, soit simultanées (dans le cas de l’émission de 2-protons).

## Historique

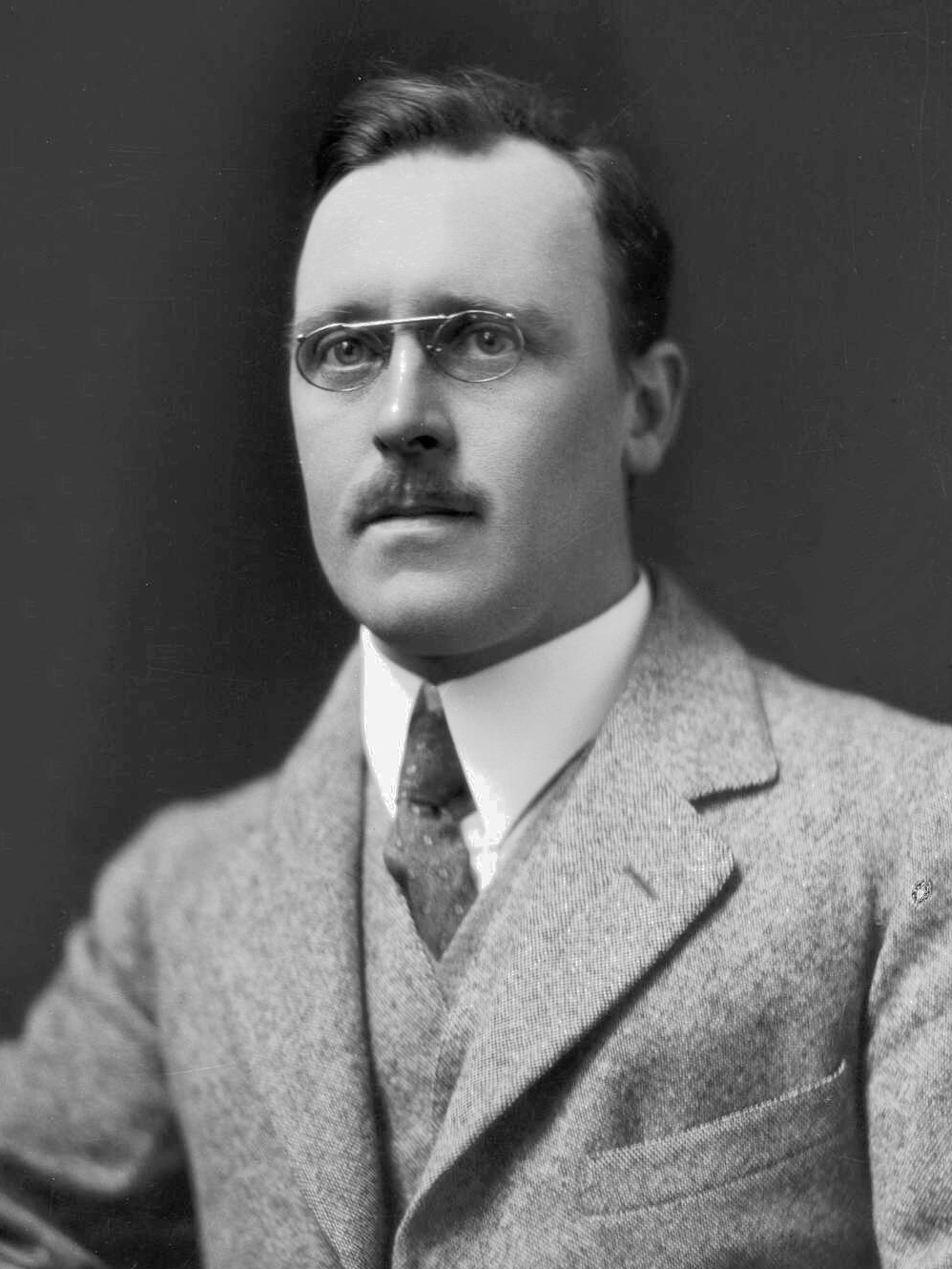
Ernest Marsden en 1921.

L’émission de proton a été observée dès le début de la physique nucléaire alors même que les protons et les neutrons constituant le noyau atomique n’étaient pas encore connus. Ainsi, Ernest Marsden et Walter Caleb Lantsberry décrivent-ils ce phénomène en 1915 sous le nom de « rayons H » (« H » étant le symbole chimique de l’hydrogène). En 1960, ce mode de désintégration a été proposé par les physiciens théoriciens soviétiques Vitalii Goldanskii (ru) et Iakov Zeldovitch. Des expériences visant à confirmer l’existence de cette nouvelle forme de radioactivité ont suivi. Ainsi en 1963, R. Barton et ses collègues annoncent-ils avoir observé une émission de proton suivant la décroissance bêta du silicium 25. Cependant l’état depuis lequel l’émission de proton a lieu est extrêmement court ce qui empêche son observation directe. En 1970, J. Cerny et ses collègues observent la première émission de proton qui n’est pas précédée d’une émission bêta. Cette émission a lieu à partir d’un état isomérique du cobalt 53. La première observation expérimentale de l’émission de proton depuis l’état fondamental d’un noyau a eu lieu en 1982. Cela a été mis en évidence par le physicien nucléaire allemand Sigurd Hofmann (de) dans le noyau de lutécium 151 lors d’une expérience réalisée au centre de recherche sur les ions lourds en Allemagne.

## Considérations énergétiques

### Valeur Q
La valeur Q exprime la quantité d’énergie relâchée par une réaction. Dans le cas de la radioactivité de proton, elle vaut,
{\displaystyle Q_{\mathrm {p} }=M_{{}_{Z}^{A}\mathrm {X} }c^{2}+E^{*}-M_{{}_{Z-1}^{A}\mathrm {Y} }c^{2}-m_{\mathrm {p} }c^{2}-m_{\mathrm {e} }c^{2}+\left[\sum _{i=1}^{Z}B_{i}^{\mathrm {X} }-\sum _{i=1}^{Z-1}B_{i}^{\mathrm {Y} }\right]}
où {\displaystyle M_{{}_{Z}^{A}\mathrm {X} }c^{2}} et {\displaystyle M_{{}_{Z-1}^{A}\mathrm {Y} }c^{2}} sont respectivement les énergies de masse du noyau père (avant la désintégration) et du noyau fils (après la désintégration), {\displaystyle E^{*}} l’énergie d’excitation du noyau père (égale à 0 MeV sauf dans le cas d’isomères), {\displaystyle m_{\mathrm {p} }c^{2}} et {\displaystyle m_{\mathrm {e} }c^{2}} sont respectivement les énergies de masse du proton et de l’électron et {\displaystyle \left[\sum _{i=1}^{Z}B_{i}^{\mathrm {X} }-\sum _{i=1}^{Z-1}B_{i}^{\mathrm {Y} }\right]} correspond à la différence d’énergie entre les orbitales atomiques du noyau père ({\displaystyle B_{i}^{\mathrm {X} }}) et du noyau fils ({\displaystyle B_{i}^{\mathrm {Y} }}). 
Dans le cas d'un atome entièrement ionisé, la valeur Q vaut simplement
{\displaystyle Q_{\mathrm {p} }=M_{{}_{Z}^{A}\mathrm {X} }c^{2}+E^{*}-M_{{}_{Z-1}^{A}\mathrm {Y} }c^{2}-m_{\mathrm {p} }c^{2}}
Compte tenu du fait qu’une réaction ne peut avoir lieu que lorsque la valeur Q est positive (de l’énergie est relâchée par le système), l’émission de proton n’a lieu que lorsque
{\displaystyle M_{{}_{Z}^{A}\mathrm {X} }c^{2}+E^{*}-M_{{}_{Z-1}^{A}\mathrm {Y} }c^{2}-m_{\mathrm {p} }c^{2}-m_{\mathrm {e} }c^{2}+\left[\sum _{i=1}^{Z}B_{i}^{\mathrm {X} }-\sum _{i=1}^{Z-1}B_{i}^{\mathrm {Y} }\right]>0}

### Partage de l’énergie disponible
L’énergie relâchée par la réaction se partage entre deux corps : le proton et le noyau de recul. Cela se traduit par le fait que ces deux particules ont une énergie cinétique bien définie contrairement au cas de la désintégration bêta où le spectre en énergie est continu du fait de la présence de trois particules (le noyau de recul, la particule bêta et le neutrino/antineutrino). L’énergie du proton dépend donc uniquement de l’énergie disponible.
La conservation de la quantité de mouvement permet de démontrer que les énergies cinétiques du noyau de recul, {\displaystyle T_{\mathrm {Y} }}, et du proton, {\displaystyle T_{\mathrm {p} }}, sont liées par la relation suivante
{\displaystyle {\frac {T_{\mathrm {Y} }}{T_{\mathrm {p} }}}={\frac {M_{\mathrm {p} }}{M_{\mathrm {Y} }}}\approx {\frac {1}{A-1}}}
où {\displaystyle M_{\mathrm {p} }} et {\displaystyle M_{\mathrm {Y} }} sont la masse du proton et du noyau fils Y (après la désintégration) et {\displaystyle A} est le nombre de masse du noyau père.
Par ailleurs, l’énergie cinétique du proton est donnée par la relation :
{\displaystyle T_{\mathrm {p} }={\frac {M_{\mathrm {Y} }}{M_{\mathrm {Y} }+M_{\mathrm {p} }}}Q_{\mathrm {p} }}
tandis que l’énergie cinétique du noyau de recul s'exprime par la relation :
{\displaystyle T_{\mathrm {Y} }={\frac {M_{\mathrm {p} }}{M_{\mathrm {Y} }+M_{\mathrm {p} }}}Q_{\mathrm {p} }}
Comme ordre de grandeur, dans la désintégration du ⁵³ᵐCo par émission de proton, les énergies cinétiques du proton et du noyau de recul sont respectivement égales à 1560 et 30 keV pour une valeur Qₚ égale à 1590 keV. En comparaison, la désintégration du lutécium 151 donne des énergies cinétiques de 1233 et 8 keV pour le proton et le noyau de recul respectivement avec Qₚ égale à 1241 keV.

## Probabilité de l’émission de proton
La théorie permettant de décrire l’émission de proton est similaire à celui de la radioactivité α, à savoir que le proton doit traverser une barrière de potentiel afin de s’échapper du noyau atomique. Cette barrière est constituée de plusieurs composantes : la force nucléaire, l’interaction coulombienne et la force centrifuge.
La probabilité de décroissance λ est, de manière simplifiée, fonction d’un facteur de fréquence ν et d’un coefficient de transmission P. On écrit ainsi
{\displaystyle \lambda ={\frac {1}{\tau }}=\nu P}
avec τ, la durée de vie moyenne du noyau avant émission du proton.
Le facteur de fréquence représente la fréquence des tentatives de franchissement de la barrière tandis que le coefficient de transmission, la probabilité de traverser la barrière par effet tunnel.